# Nagórki (województwo podlaskie)
Nagórki – wieś w Polsce, położona w województwie podlaskim, w powiecie łomżyńskim, w gminie Piątnica.
W latach 1975–1998 wieś należała administracyjnie do województwa łomżyńskiego.
Wierni kościoła rzymskokatolickiego należą do parafii Przemienienia Pańskiego w Piątnicy lub do parafii Ducha Świętego w Zambrowie.

## Integralne części wsi
| SIMC    | Nazwa   | Rodzaj    |
| ------- | ------- | --------- |
| 0403790 | Komory  | część wsi |
| 0403809 | Pasieki | część wsi |
| 0403815 | Trojany | część wsi |
| 0403821 | Wagi    | część wsi |

## Historia
W latach 1921–1939 wieś leżała w województwie białostockim, w powiecie kolneńskim (od 1932 w powiecie łomżyńskim), w gminie Rogienice.
Według Powszechnego Spisu Ludności z 1921 roku wieś zamieszkiwało 205 osób, 176 było wyznania rzymskokatolickiego a 29 mojżeszowego. Jednocześnie wszyscy mieszkańcy zadeklarowali polską przynależność narodową. Były tu 33 budynki mieszkalne. Miejscowość należała do parafii rzymskokatolickiej w m. Piątnica. Podlegała pod Sąd Grodzki w Stawiskach i Okręgowy w Łomży; właściwy urząd pocztowy mieścił się w m. Mały Płock.